# 医薬品のネット販売に関する議員連盟
医薬品のネット販売に関する議員連盟（いやくひんのねっとはんばいにかんするぎいんれんめい）は、自由民主党の国会議員によって設立された議員連盟である。

## 概要
安全性を理由に医薬品のインターネット経由での通信販売を事実上禁止する方向で活動を行っていた。2009年、厚生労働省の省令という形で規制が実現。日本薬剤師会の支援を受ける。

## 参加議員一覧
- 赤沢亮正
- 後藤茂之
- 島尻安伊子
- 高市早苗

## 引退・落選議員
- 西本勝子（2009年に落選）
- 清水鴻一郎（2014年に落選）
- 北村茂男（2017年に引退）
- 石井みどり（2019年に引退）
- 渡嘉敷奈緒美（事務局長・2021年に落選）
- 尾辻秀久（会長・2025年に引退）